# Lijst van WWE SmackDown Women's Champions
Dit is een chronologische lijst van WWE SmackDown Women's Champions, een professioneel worstelkampioenschap van WWE exclusief op de SmackDown brand. Als resultaat van de 2016 WWE Draft, werd het WWE Women's Championship verwezen naar Raw en werd hernoemd naar "WWE Raw Women's Championship". Als reactie hierop creëerde SmackDown hun eigen titel genaamd "WWE SmackDown Women's Championship".

## Titel geschiedenis
| Nr.            | Kampioen        | #              | Datum             | Stad                        | Evenement                          | Opmerkingen |
| -------------- | --------------- | -------------- | ----------------- | --------------------------- | ---------------------------------- | --- |
| 1              | Becky Lynch     | 1              | 11 september 2016 | Richmond, Virginia          | Backlash 2016                      | Zie intro. Dit was een 6-pack elimination challenge match. |
| 2              | Alexa Bliss     | 1              | 4 december 2016   | Dallas, Texas               | TLC: Tables, Ladders & Chairs 2016 | Dit was een Tables match. |
| 3              | Naomi           | 1              | 12 februari 2017  | Phoenix, Arizona            | Elimination Chamber 2017           | [ 6 ] |
| Vacant gesteld | Vacant gesteld  | Vacant gesteld | 21 februari 2017  | Toronto, Ontario, Canada    | SmackDown                          | Naomi liep in een knieblessure op en kon de titel niet verdedigen binnen 30 dagen. |
| 4              | Alexa Bliss     | 2              | 21 februari 2017  | Toronto, Ontario, Canada    | SmackDown                          | [ 7 ] |
| 5              | Naomi           | 2              | 2 april 2017      | Orlando, Florida            | WrestleMania 33                    | Dit was een 6-pack challenge match. |
| 6              | Natalya         | 1              | 20 augustus 2017  | Brooklyn, New York          | SummerSlam 2017                    | [ 9 ] |
| 7              | Charlotte Flair | 1              | 14 november 2017  | Charlotte, North Carolina   | SmackDown                          | [ 10 ] |
| 8              | Carmella        | 1              | 10 april 2018     | New Orleans, Louisiana      | SmackDown                          | Carmella cashte haar Money in the Bank contract in. |
| 9              | Charlotte Flair | 2              | 19 augustus 2018  | Brooklyn, New York          | SummerSlam 2018                    | Dit was een triple threat match. |
| 10             | Becky Lynch     | 2              | 16 september 2018 | San Antonio, Texas          | Hell in a Cell 2018                | [ 13 ] |
| 11             | Asuka           | 1              | 16 december 2018  | San Jose, Californië        | TLC: Tables, Ladders & Chairs 2018 | Dit was een triple threat tables, ladders en chairs match. |
| 12             | Charlotte Flair | 3              | 26 maart 2019     | Uncasville, Connecticut     | SmackDown                          | [ 15 ] |
| 13             | Becky Lynch     | 3              | 8 april 2019      | East Rutherford, New Jersey | WrestleMania 35                    | Dit was een Winner Takes All match voor het Raw en SmackDown Women's Championship. |
| 14             | Charlotte Flair | 4              | 19 mei 2019       | Hartford, Connecticut       | Money in the Bank 2019             | Bayley cashte haar Money in the Bank contract in. |
| 15             | Bayley          | 1              | 19 mei 2019       | Hartford, Connecticut       | Money in the Bank 2019             | Bayley cashte haar Money in the Bank contract in. |
| 16             | Charlotte Flair | 5              | 6 oktober 2019    | Sacramento, Californië      | Hell in a Cell 2019                | [ 18 ] |
| 17             | Bayley          | 2              | 11 oktober 2019   | Paradise, Nevada            | SmackDown                          | [ 19 ] |
| 18             | Sasha Banks     | 1              | 25 oktober 2020   | Orlando, Florida            | Hell in a Cell 2020                | Dit was een Hell in a Cell match. |
| 19             | Bianca Belair   | 1              | 10 april 2021     | Tampa, Florida              | WrestleMania 37                    | [ 21 ] |
| 20             | Becky Lynch     | 4              | 21 augustus 2021  | Las Vegas, Nevada           | SummerSlam 2021                    | [ 22 ] |
| 21             | Charlotte       | 6              | 22 oktober 2021   | Wichita, Kansas             | SmackDown                          | Als resultaat van de WWE Draft 2021 werd de toenmalige Raw Women's Champion Charlotte Flair verwezen naar SmackDown, terwijl Becky Lynch werd verwezen naar Raw. Om de titels op hun respectievelijke merken te houden, organiseerde werden de titles omgewisseld. |